# Fritz Delius (Schauspieler)

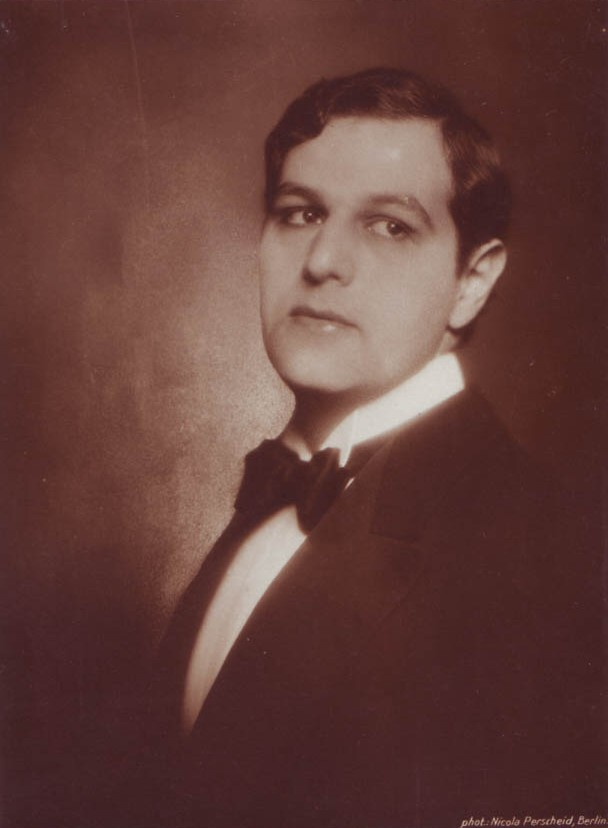
Fritz Delius um 1920 auf einer Fotografie von Nicola Perscheid

Fritz Delius (* 28. September 1890 in Berlin; † 20. September 1966 in Basel; gebürtig Friedrich Wilhelm Diamant) war ein deutscher Schauspieler.

## Leben
Er gab sein Debüt 1909 am Hoftheater Meiningen und agierte später häufig an den Reinhardt-Bühnen in Berlin und Wien. Beim Stummfilm begann er während des Ersten Weltkrieges und war mehrmals Hauptdarsteller an der Seite von Henny Porten. Auch Fern Andra gehörte zu seinen Partnerinnen. Zweimal zeichnete er darüber hinaus als Drehbuchautor verantwortlich.
In dem Historienfilm Louise de Lavallière – Am Liebeshof des Sonnenkönigs verkörperte er 1920/22 Ludwig XIV. In den 1920er-Jahren wandte sich Delius mehr dem Theater zu und gehörte dann viele Jahre zum Ensemble des Theaters in der Josefstadt in Wien. Nach dem Anschluss Österreichs emigrierte Delius wegen seiner jüdischen Herkunft in die Schweiz. Dort erhielt er später ein Engagement an der Komödie in Basel.

## Filmografie
- 1915: Das große Schweigen
- 1915: Die Wellen schweigen
- 1916: Ernst ist das  Leben
- 1916: Abseits vom Glück (auch Drehbuch)
- 1916: Ihr bester Schuß
- 1916: Der Ruf der Liebe (auch Drehbuch)
- 1917: Die Nixenkönigin
- 1917: Der feldgraue Groschen
- 1917: Der Gefangene von Dahomey
- 1918: Das Geheimnis der Cecilienhütte
- 1919: Der Peitschenhieb
- 1919: Die Erbin
- 1919: Alles verkehrt
- 1920: Katharina die Große
- 1920: Das Frauenhaus von Brescia
- 1920: Ut mine Stromtide
- 1920: Auri Sacra Fames (2 Teile)
- 1920/22: Louise de Lavallière – Am Liebeshof des Sonnenkönigs
- 1921: Lotte Lore
- 1923: Fridericus Rex
- 1924: Deutsche Helden in schwerer Zeit
- 1925: Der Turm des Schweigens
- 1930: Seine Freundin Annette
- 1944: Landammann Stauffacher
- 1947: § 51 – Seelenarzt Dr. Laduner (Matto regiert)